# Минское отделение Белорусской железной дороги
Ми́нское отделе́ние Белору́сской железной дороги (бел. Мінскае аддзяленне Беларускай чыгункі) — одно из наибольших предприятий Белорусской железной дороги, важнейшее звено в системе обеспечения международной перевозки грузов. Расположено на пересечении двух общеевропейских транспортных коридоров: II (Запад — Восток) и IX (Север — Юг) с ответвлением IXB (Жлобин — Минск — Гудогай и далее к портам Балтийского моря — Клайпеде и Калининграду).

## Общая характеристика
Отделение железной дороги располагается в пределах трёх административных областей Белоруссии — Минской, Витебской и Гродненской, которые граничат с Россией и Литвой. Имеет два стыковых пограничных пунктов пропуска со смежными железными дорогами — с Московской железной дорогой (Осиновка — Красное) и с Литовской железной дорогой (Гудогай — Кяна).
В зоне обслуживания Минского отделения Белорусской железной дороги расположены такие крупные предприятия, как Минский автомобильный завод, Минский тракторный завод, Минский завод холодильников, «Керамин», Белорусский автомобильный завод, «Амкодор», Завод строительных материалов и другие.
Минское отделение совершает приблизительно ⅓ от всех грузовых перевозок Белорусской железной дороги, более половины из которых транзитные. Перевозятся преимущественно нефть, чёрные металлы, лесоматериалы, удобрения, уголь, строительные материалы и тому подобное.
Отделение граничит с Барановичским, Витебским, Могилёвским отделениями Белорусской железной дороги, а также Смоленским отделением Московской железной дороги (ОАО «РЖД»).

## История
Впервые через город Минск паровоз проехал в ноябре 1871 года, когда был открыт участок железной дороги направления Смоленск — Минск — Брест. Всего за полтора года были проложены более 650 километров железнодорожных путей. В это же время в пределах Минского отделения появились и первые 13 линейных станций, все из которых действуют и в настоящее время (некоторые изменили названия). Сама же станция «Минск» находилась за пределами города и для своего времени была хорошо оборудована, в состав какой входили пассажирское здание, жилищные дома, искусные, стрелочные будки, паровозное депо на 12 паровозов и другие. Первая станция в Минске имела и две платформы — пассажирскую и межпутевую.
Уже через два года, в январе 1873 года было открыто регулярное движение на участке Минск — Вильно, и современная станция Минск-Пассажирский стала первым железнодорожным узлом. С введением в эксплуатацию Либаво-Роменской железной дороги, были построенные и основные сооружения Виленского вокзала. На площади, которая прилагала к перрону, были возведены деревянные павильоны. В одном из павильонов был построенный вокзал, в других — управление станции, поликлиника, ремесленное училище и другие объекты, что были связанны со строительством станции.
Сразу после окончания Великой Отечественной войны, в 1946 году было образовано Минское отделение Белорусской железной дороги. В 1951 году, после реформирования Западной железной дороги, Оршанское отделения вошло в состав Калининской железной дороги, её границы были расширены до Медведки (на станции Витебск) и Унечи. Участок Лида — Молодечно осталась в составе Барановичского отделения Брестской железной дороги, а с 1953 года участок вошел в состав Белорусской железной дороги. В конце 1955 года к Минскому отделению были присоединены участки Молодечно — Гудогай и Минск-Южный — Верейцы — Гродзянка. Оршанское отделение в 1957 году было передано Белорусской железной дороге, его северный предел проходил до станции Можеевка.
9 июля 1955 года была открыта Минская детская железная дорога.
10 марта 1961 года в состав Минского отделения были включены участки и предприятия Оршанской дирекции железнодорожных перевозок. Таким образом было создано единое Минское отделение, при этом из его состава были исключены станция Верейцы и участок Верейцы — Гродзянка.
На протяжении 1959—1979 годов грузовое и пассажирское движение было переведено на тепловозную тягу, внедрён потоковый метод ремонта грузовых вагонов в вагонных депо, осуществлен сплошной перевод промежуточных станций на электрическую централизацию стрелок, сигналов и участков — на числовое кодовое автоматическое блокирование, пригородное движение в Минском узле переведено на электрическую тягу, полезные длины промежуточных станций приведены к норме. Осуществлена реконструкция станций Минск-Сортировочный, Орша-Центральная, Орша-Западная, также на этих станциях было внедрено маршрутно-релейная электрическая централизация стрелок и сигналов, бурными темпами развивалось грузовое хозяйство.
В 1979—1983 годах началось внедрение ЭВМ для планирования эксплуатационной работы, уделялось большое внимание совершенствованию организации работы всех отраслей дирекции железнодорожных перевозок. Осуществлен перевод движения пассажирских и грузовых поездов на электрическую тягу, электрифицировано движение на участках Борисов — Орша, Орша — Красное и на Оршанском железнодорожном узле. Проводилось интенсивное внедрение электронно-вычислительной техники, были модернизированные устройства связи, повысились допустимые скорости движения поездов.
30 декабря 2000 года введена в эксплуатацию первая очередь нового вокзала станции Минск-Пассажирский. 2 июля 2001 года, накануне Дня независимости Беларуси, в левом крыле вокзала открылись новые билетные кассы дальнего следования. в 2003 году строительство вокзала было завершено и он начал функционировать на полную производственную мощность.

## Структурные подразделения
С 2000 года — транспортное республиканское унитарное предприятие «Минское отделение Белорусской железной дороги».
В настоящее время в ведении Минского отделения находятся 69 станций, из которых 62 станции осуществляют пассажирские перевозки, 126 остановочных пунктов. Станции Орша-Центральная и Молодечно в 1993 году получили статус межгосударственных трансферных станций. Основными железнодорожными узлами на отделении являются: Минск-Пассажирский, Минск-Сортировочный, Молодечно, Орша-Центральная.
В состав отделения входит 29 отделенных структурных подразделений (филиалов), 72 станции, 4 вокзала, 126 остановочных пункты, 2790,7 км развёрнутой длины путей, на предприятии работают свыше 16 тысяч сотрудников.

### Основные станции
- Минск-Пассажирский[11], Минск-Сортировочный[12]
- Орша-Центральная[13], Борисов[14]
- Молодечно[15], Беларусь

### Локомотивные депо
- Моторвагонное депо «Минск»
- Локомотивное депо в «Молодечно»
- Локомотивное депо «Минск»
- Локомотивное депо «Орша» им. К.С. Заслонова

### Вагонные депо
На территории отделения расположены 3 вагонных депо:
- Минское вагонное депо
- Оршанское вагонное депо
- Рефрижераторное вагонное депо «Молодечно»

### Дистанции пути
- Минская
- Молодечненская
- Борисовская
- Оршанская

### Другие подразделения
- Оршанская дистанция заповедных лесных насаждений
- Минская дистанция гражданских сооружений
- Оршанская дистанция гражданских сооружений
- Минская дистанция электроснабжения
- Оршанская дистанция электроснабжения
- Минская вагонная секция
- Департамент логистики
- Центр инженерных услуг по строительству объектов инфраструктуры
- Минская база (транспорт)
- Центр здоровья «Талька»
- Туристический центр «Дартур»
- Культурно-спортивный центр

## Начальники отделения
| Годы руководства | Фамилия, имя, отчество          |
| ---------------- | ------------------------------- |
| 1946—1955        | Петуланин Михаил Иванович       |
| 1955—1959        | Сорокин Георгий Матвеевич       |
| 1959—1979        | Истушкин Фёдор Анисимович       |
| 1979—1983        | Митасов Павел Васильевич        |
| 1983—1989        | Володько Евгений Иванович       |
| 1989—1990        | Ринг Владимир Иосифович         |
| 1990—2002        | Гапеев Василий Иванович         |
| 2002—2016        | Шилов Игорь Сергеевич           |
| 2016—2019        | Дашкевич Павел Леонидович       |
| с 2019           | Хорошевич Александр Анатольевич |